# Drosophila eleonorae
Drosophila eleonorae är en tvåvingeart som beskrevs av Tosi, Martins, Vilela och Guido Pereira 1990. Drosophila eleonorae ingår i släktet Drosophila och familjen daggflugor.
Artens utbredningsområde är Brasilien.